# Ecuadoraans voetbalelftal in 1993
Het Ecuadoraans voetbalelftal speelde in totaal achttien interlands in het jaar 1993, waaronder zes duel bij de strijd om de Copa América in eigen land. De ploeg stond onder leiding van de Montenegrijnse bondscoach Dušan Drašković. Op de in 1993 geïntroduceerde FIFA-wereldranglijst zakte Ecuador in 1993 van de 35ste (augustus 1993) naar de 48ste plaats (december 1993).

## Balans
| Wedstrijden | Wedstrijden | Wedstrijden | Wedstrijden | Doelpunten | Doelpunten | Doelpunten | Punten |
| Gespeeld    | Winst       | Gelijk      | Verlies     | Voor       | Tegen      | Saldo      | Punten |
| ----------- | ----------- | ----------- | ----------- | ---------- | ---------- | ---------- | ------ |
| 18          | 7           | 4           | 7           | 26         | 15         | +11        | 1.000  |

## Interlands
|                                                       |                     |       |                       |                                                                                       |
| 27 januari Vriendschappelijk № 197 «onderlinge duels» | Ecuador             | 1 – 1 | Wit-Rusland           | Estadio Monumental, Guayaquil Toeschouwers: 38.000 Scheidsrechter: Elías Jácome (ECU) |
| 27 januari Vriendschappelijk № 197 «onderlinge duels» | Ángel Fernández 38' |       | 69' Sergei Gerasimets | Estadio Monumental, Guayaquil Toeschouwers: 38.000 Scheidsrechter: Elías Jácome (ECU) |

|                                                       |                                                     |       |          |                                                                                           |
| 31 januari Vriendschappelijk № 198 «onderlinge duels» | Ecuador                                             | 3 – 0 | Roemenië | Estadio Monumental, Guayaquil Toeschouwers: 38.000 Scheidsrechter: Medardo Martínez (ECU) |
| 31 januari Vriendschappelijk № 198 «onderlinge duels» | Eduardo Hurtado 32' José Gavica 43' Raúl Avilés 77' |       |          | Estadio Monumental, Guayaquil Toeschouwers: 38.000 Scheidsrechter: Medardo Martínez (ECU) |

|                                                   |                     |       |      |                                                                                          |
| 30 mei Vriendschappelijk № 199 «onderlinge duels» | Ecuador             | 1 – 0 | Peru | Estadio Olímpico Atahualpa, Quito Toeschouwers: 24.000 Scheidsrechter: Marco Aguas (ECU) |
| 30 mei Vriendschappelijk № 199 «onderlinge duels» | Ángel Fernández 24' |       |      | Estadio Olímpico Atahualpa, Quito Toeschouwers: 24.000 Scheidsrechter: Marco Aguas (ECU) |

|                                                   |                 |       |                                       |                                                                                            |
| 9 juni Vriendschappelijk № 200 «onderlinge duels» | Ecuador         | 1 – 2 | Chili                                 | Estadio Olímpico Atahualpa, Quito Toeschouwers: 45.000 Scheidsrechter: Ángel Guevara (ECU) |
| 9 juni Vriendschappelijk № 200 «onderlinge duels» | Raúl Avilés 29' |       | 23' Jaime Pizarro 25' Rodrigo Barrera | Estadio Olímpico Atahualpa, Quito Toeschouwers: 45.000 Scheidsrechter: Ángel Guevara (ECU) |

| Copa América |
| ------------ |

|                                                       | |       |                        |                                                                                                 |
| 15 juni Copa América Groep A № 201 «onderlinge duels» | Ecuador | 6 – 1 | Venezuela              | Estadio Olímpico Atahualpa, Quito Toeschouwers: 45.000 Scheidsrechter: Francisco Lamolina (ARG) |
| 15 juni Copa América Groep A № 201 «onderlinge duels» | Carlos Muñoz 21' Raúl Noriega 33' Ángel Fernández 58' Eduardo Hurtado 65' Ángel Fernández 81' Álex Aguinaga 77' |       | 80' José Luis Dolgetta | Estadio Olímpico Atahualpa, Quito Toeschouwers: 45.000 Scheidsrechter: Francisco Lamolina (ARG) |

|                                                       |                                    |       |                  |                                                                                            |
| 19 juni Copa América Groep A № 202 «onderlinge duels» | Ecuador                            | 2 – 0 | Verenigde Staten | Estadio Olímpico Atahualpa, Quito Toeschouwers: 45.000 Scheidsrechter: Iván Guerrero (CHI) |
| 19 juni Copa América Groep A № 202 «onderlinge duels» | Raúl Avilés 9' Eduardo Hurtado 37' |       |                  | Estadio Olímpico Atahualpa, Quito Toeschouwers: 45.000 Scheidsrechter: Iván Guerrero (CHI) |

|                                                       |                                   |       |                       |                                                                                                 |
| 22 juni Copa América Groep A № 203 «onderlinge duels» | Ecuador                           | 2 – 1 | Uruguay               | Estadio Olímpico Atahualpa, Quito Toeschouwers: 45.000 Scheidsrechter: Francisco Lamolina (ARG) |
| 22 juni Copa América Groep A № 203 «onderlinge duels» | Raúl Avilés 28' Álex Aguinaga 88' |       | 65' Fernando Kanapkis | Estadio Olímpico Atahualpa, Quito Toeschouwers: 45.000 Scheidsrechter: Francisco Lamolina (ARG) |

|                                                            |                                                            |       |          |                                                                                             |
| 26 juni Copa América Kwartfinales № 204 «onderlinge duels» | Ecuador                                                    | 3 – 0 | Paraguay | Estadio Olímpico Atahualpa, Quito Toeschouwers: 45.000 Scheidsrechter: Márcio Rezende (BRA) |
| 26 juni Copa América Kwartfinales № 204 «onderlinge duels» | Eduardo Hurtado 33' Mario Ramírez 43' (ed) Raúl Avilés 81' |       |          | Estadio Olímpico Atahualpa, Quito Toeschouwers: 45.000 Scheidsrechter: Márcio Rezende (BRA) |

|                                                             |                                    |       |         |                                                                                             |
| 30 juni Copa América Halve finales № 205 «onderlinge duels» | Mexico                             | 2 – 0 | Ecuador | Estadio Olímpico Atahualpa, Quito Toeschouwers: 45.000 Scheidsrechter: Alberto Tejada (PER) |
| 30 juni Copa América Halve finales № 205 «onderlinge duels» | Hugo Sánchez 23' Ramón Ramírez 54' |       |         | Estadio Olímpico Atahualpa, Quito Toeschouwers: 45.000 Scheidsrechter: Alberto Tejada (PER) |

|                                                           |                     |       |         |                                                                                                  |
| 3 juli Copa América Troostfinale № 206 «onderlinge duels» | Colombia            | 1 – 0 | Ecuador | Estadio Reales Tamarindos, Portoviejo Toeschouwers: 18.000 Scheidsrechter: Alvaro Arboleda (VEN) |
| 3 juli Copa América Troostfinale № 206 «onderlinge duels» | Adolfo Valencia 86' |       |         | Estadio Reales Tamarindos, Portoviejo Toeschouwers: 18.000 Scheidsrechter: Alvaro Arboleda (VEN) |

|  |  |  |  |  |  |  |  |  |

|                                                  |         |       |          |                                                                                       |
| 18 juli WK-kwalificatie № 207 «onderlinge duels» | Ecuador | 0 – 0 | Brazilië | Estadio Monumental, Guayaquil Toeschouwers: 80.000 Scheidsrechter: Juan Loustau (ARG) |
| 18 juli WK-kwalificatie № 207 «onderlinge duels» |         |       |          | Estadio Monumental, Guayaquil Toeschouwers: 80.000 Scheidsrechter: Juan Loustau (ARG) |

|                                                     |         |       |         |                                                                                          |
| 1 augustus WK-kwalificatie № 208 «onderlinge duels» | Uruguay | 0 – 0 | Ecuador | Estadio Centenario, Montevideo Toeschouwers: 45.000 Scheidsrechter: Alberto Tejada (PER) |
| 1 augustus WK-kwalificatie № 208 «onderlinge duels» |         |       |         | Estadio Centenario, Montevideo Toeschouwers: 45.000 Scheidsrechter: Alberto Tejada (PER) |

|                                                     |                                                                                               |       |           |                                                                                                 |
| 8 augustus WK-kwalificatie № 209 «onderlinge duels» | Ecuador                                                                                       | 5 – 0 | Venezuela | Estadio Olímpico Atahualpa, Quito Toeschouwers: 15.000 Scheidsrechter: Francisco Lamolina (ARG) |
| 8 augustus WK-kwalificatie № 209 «onderlinge duels» | Carlos Muñoz 23' Eduardo Hurtado 40' Eduardo Hurtado 50' Cléber Chalá 60' Eduardo Hurtado 76' |       |           | Estadio Olímpico Atahualpa, Quito Toeschouwers: 15.000 Scheidsrechter: Francisco Lamolina (ARG) |

|                                                      |                  |       |         |                                                                                        |
| 15 augustus WK-kwalificatie № 210 «onderlinge duels» | Bolivia          | 1 – 0 | Ecuador | Estadio Hernando Siles, La Paz Toeschouwers: 47.500 Scheidsrechter: Hernán Silva (CHI) |
| 15 augustus WK-kwalificatie № 210 «onderlinge duels» | Luis Ramallo 18' |       |         | Estadio Hernando Siles, La Paz Toeschouwers: 47.500 Scheidsrechter: Hernán Silva (CHI) |

|                                                      |                      |       |         |                                                                                             |
| 22 augustus WK-kwalificatie № 211 «onderlinge duels» | Brazilië             | 2 – 0 | Ecuador | Estádio do Morumbi, São Paulo Toeschouwers: 78.000 Scheidsrechter: José Torres Cadena (COL) |
| 22 augustus WK-kwalificatie № 211 «onderlinge duels» | Bebeto 34' Dunga 54' |       |         | Estádio do Morumbi, São Paulo Toeschouwers: 78.000 Scheidsrechter: José Torres Cadena (COL) |

|                                                      |         |                |         |                                                                                        |
| 5 september WK-kwalificatie № 212 «onderlinge duels» | Ecuador | 0 – 1          | Uruguay | Estadio Monumental, Guayaquil Toeschouwers: 55.000 Scheidsrechter: Enrique Marín (CHI) |
| 5 september WK-kwalificatie № 212 «onderlinge duels» |         | 10' Rubén Sosa |         | Estadio Monumental, Guayaquil Toeschouwers: 55.000 Scheidsrechter: Enrique Marín (CHI) |

|                                                       |                                         |       |                  | |
| 12 september WK-kwalificatie № 213 «onderlinge duels» | Venezuela                               | 2 – 1 | Ecuador          | Estadio Polideportivo Cachamay, Ciudad Guayana Toeschouwers: 3.000 Scheidsrechter: Fernando Chappell (PER) |
| 12 september WK-kwalificatie № 213 «onderlinge duels» | Juan Enrique García 1' Luis Morales 51' |       | 5' Byron Tenorio | Estadio Polideportivo Cachamay, Ciudad Guayana Toeschouwers: 3.000 Scheidsrechter: Fernando Chappell (PER) |

|                                                       |                  |       |                  |                                                                                           |
| 19 september WK-kwalificatie № 214 «onderlinge duels» | Ecuador          | 1 – 1 | Bolivia          | Estadio Monumental, Guayaquil Toeschouwers: 10.000 Scheidsrechter: John Toro Rendón (COL) |
| 19 september WK-kwalificatie № 214 «onderlinge duels» | Raúl Noriega 72' |       | 45' Luis Ramallo | Estadio Monumental, Guayaquil Toeschouwers: 10.000 Scheidsrechter: John Toro Rendón (COL) |

## FIFA-wereldranglijst
| AUGUSTUS | SEPTEMBER | OKTOBER | NOVEMBER | DECEMBER |
| -------- | --------- | ------- | -------- | -------- |
| 35       | 41        | 41      | 47       | 48       |

## Statistieken
| Jacinto Espinoza  | 1969-11-24 | Delfin Sporting Club       | 16 | 0 | 0 | 21 | 0  |
| Víctor Mendoza    | 1961-08-24 | Barcelona Sporting Club    | 2  | 0 | 0 | 4  | 0  |
| José Cevallos     | 1971-04-17 | Barcelona Sporting Club    | 0  | 1 | 0 | 1  | 0  |
| Verdediging       |            |                            |    |   |   |    |    |
| Luis Capurro      | 1961-05-01 | Cerro Porteño              | 16 | 0 | 0 | 61 | 0  |
| Raúl Noriega      | 1970-01-04 | Boca Juniors               | 14 | 1 | 2 | 20 | 2  |
| Iván Hurtado      | 1974-08-16 | Club Sport Emelec          | 9  | 4 | 0 | 18 | 1  |
| Jimmy Montanero   | 1960-08-24 | Barcelona Sporting Club    | 8  | 0 | 0 | 16 | 0  |
| Byron Tenorio     | 1966-06-14 | Barcelona Sporting Club    | 7  | 3 | 1 | ?? | 2  |
| Dannes Coronel    | 1973-05-24 | Club Sport Emelec          | 7  | 1 | 0 | 13 | 0  |
| Máximo Tenorio    | 1969-09-30 | Club Sport Emelec          | 5  | 2 | 0 | 9  | 0  |
| José Guerrero     | 1973-05-24 | Club Deportivo El Nacional | 2  | 0 | 0 | 9  | 1  |
| Hólger Quiñónez   | 1962-08-18 | União Madeira              | 1  | 1 | 0 |    |    |
| Ángel Hurtado     | 1967-11-07 | Club Sport Emelec          | 0  | 1 | 0 | 2  | 0  |
| Middenveld        |            |                            |    |   |   |    |    |
| Nixon Carcelén    | 1969-09-27 | Sociedad Deportivo Quito   | 17 | 1 | 0 | 31 | 1  |
| Héctor Carabalí   | 1972-02-15 | Barcelona Sporting Club    | 15 | 1 | 0 | 21 | 1  |
| Álex Aguinaga     | 1968-07-09 | Necaxa Aguascalientes      | 11 | 1 | 2 | 45 | 10 |
| Cléber Chalá      | 1971-06-29 | Club Deportivo El Nacional | 8  | 5 | 1 | 16 | 1  |
| José Gavica       | 1969-01-08 | Barcelona Sporting Club    | 3  | 9 | 1 | 13 | 1  |
| Juan Carlos Garay | 1968-09-15 | Club Deportivo El Nacional | 0  | 1 | 0 | 11 | 1  |
| Hjalmar Zambrano  | 1971-04-23 | Valdez Sporting Club       | 0  | 1 | 0 | 2  | 1  |
| Eduardo Zambrano  | 1970-01-21 | LDU Quito                  | 0  | 1 | 0 | 1  | 0  |
| Aanval            |            |                            |    |   |   |    |    |
| Carlos Muñóz      | 1964-02-17 | Barcelona Sporting Club    | 18 | 0 | 2 | 35 | 4  |
| Eduardo Hurtado   | 1969-12-02 | Correcaminos UAT           | 15 | 2 | 7 | 21 | 8  |
| Ángel Fernández   | 1971-08-02 | Club Sport Emelec          | 13 | 2 | 4 | 22 | 5  |
| Raúl Avilés       | 1964-02-17 | Barcelona Sporting Club    | 10 | 4 | 5 | 55 | 16 |
| Luis Cherrez      | 1968-01-19 | Club Deportivo El Nacional | 1  | 0 | 0 | 1  | 0  |
| Diego Herrera     | 1969-04-20 | LDU Quito                  | 0  | 1 | 0 | 3  | 0  |

FEF · A-internationals · Bondscoaches · Selecties · Statistieken · Ecuadoraans vrouwenelftal · Olympisch elftal · Ecuador U21 · Ecuador U20 · Ecuador U18 · Ecuador U17
1938 – 1949 ·
1950 – 1959 ·
1960 – 1969 ·
1970 – 1979 ·
1980 – 1989 ·
1990 – 1999 ·
2000 – 2009 ·
2010 – 2019 ·
2020 − 2029
WK 2002 · 
WK 2006 · 
WK 2014
1938 · 
1939 · 
1940 · 
1941 · 
1942 · 
1943 · 1944 · 
1945 · 
1946 · 
1947 · 
1948 · 
1949 · 
1950 · 1951 · 1952 · 
1953 · 
1954 · 
1955 · 
1956 · 
1957 · 
1958 · 
1959 · 
1960 · 
1961 · 1962 · 
1963 · 
1964 · 
1965 · 
1966 · 
1967 · 1968 · 
1969 · 
1970 · 
1971 · 
1972 · 
1973 · 
1974 · 
1975 · 
1976 · 
1977 · 
1978 · 
1979 · 
1980 · 
1981 · 
1982 · 
1983 · 
1984 · 
1985 · 
1986 · 
1987 · 
1988 · 
1989 · 
1990 · 
1991 · 
1992 · 
1993 · 
1994 · 
1995 · 
1996 · 
1997 · 
1998 · 
1999 · 
2000 · 
2001 · 
2002 · 
2003 · 
2004 · 
2005 · 
2006 · 
2007 · 
2008 · 
2009 · 
2010 · 
2011 · 
2012 · 
2013 · 
2014 · 
2015 · 
2016 · 
2017 ·
2018 ·
2019 ·
2020 ·
2021 ·
2022
Argentinië ·
Armenië ·
Australië ·
Bolivia · 
Brazilië ·
Bulgarije ·
Canada ·
Chili ·
Colombia ·
Costa Rica ·
Cuba ·
Denemarken ·
DDR ·
Duitsland ·
El Salvador ·
Engeland ·
Estland ·
Finland ·
Frankrijk ·
Griekenland ·
Guatemala ·
Haïti ·
Honduras ·
Ierland ·
Irak ·
Iran ·
Italië ·
Jamaica ·
Japan ·
Joegoslavië ·
Jordanië ·
Kaapverdië ·
Koeweit ·
Kroatië · 
Libanon ·
Mexico ·
Nederland ·
Nigeria ·
Noord-Macedonië ·
Oeganda ·
Oman ·
Panama ·
Paraguay ·
Peru ·
Polen ·
Portugal ·
Qatar ·
Roemenië ·
Saoedi-Arabië ·
Schotland ·
Senegal ·
Spanje ·
Trinidad en Tobago ·
Turkije · 
Uruguay ·
Venezuela ·
Verenigde Staten ·
Wit-Rusland ·
Zambia ·
Zuid-Afrika ·
Zuid-Korea ·
Zweden ·
Zwitserland
Costa Rica (2006) · 
Duitsland (2006) · 
Engeland (2006) · 
Frankrijk (2014) · 
Honduras (2014) · 
Nederland (2022) · 
Polen (2006) · 
Qatar (2022) · 
Zwitserland (2014)